# Куйбишевська селищна рада (Бахчисарайський район)
Ку́йбишевська се́лищна ра́да — адміністративно-територіальна одиниця та орган місцевого самоврядування в Бахчисарайському районі Автономної Республіки Крим. Адміністративний центр — смт Албат.

## Загальні відомості
- Населення ради: 5 259 осіб (станом на 2001 рік)

## Населені пункти
Селищній раді підпорядковані населені пункти:
- смт Албат
- с. Таш-Басти (Велике Садове)
- с. Керменчик (Високе)
- с. Кючук-Сюйрен (Мале Садове)
- с. Отарчик
- с. Бююк-Сюйрен (Танкове)

## Склад ради
Рада складається з 30 депутатів та голови.
- Голова ради: Колодяжний Григорій Анатолійович

### Керівний склад попередніх скликань
| Прізвище, ім'я, по батькові      | Основні відомості                                                        | Дата обрання | Дата звільнення |
| -------------------------------- | ------------------------------------------------------------------------ | ------------ | --------------- |
| Голянська Зінаіда Олександрівна  | Селищний голова, 1945 року народження, позапартійна                      | 26.03.2006   | 31.10.2010      |
| Колодяжний Григорій Анатолійович | Селищний голова, 1976 року народження, освіта вища, член Партії регіонів | 31.10.2010   |                 |

Примітка: таблиця складена за даними сайту Верховної Ради України

### Депутати
За результатами місцевих виборів 2010 року депутатами ради стали:

#### За суб'єктами висування
| Суб'єкт висування           | Кількість обраних депутатів | %    |
| --------------------------- | --------------------------- | ---- |
| Самовисування               | 21                          | 70   |
| Партія регіонів             | 5                           | 16,7 |
| Комуністична партія України | 4                           | 13,3 |

#### За округами
| № округу                    | Прізвище, ім'я, по батькові      | Дата визнання обраним | Освіта             | Партійна приналежність            | Відомості про обраного депутата                |
| --------------------------- | -------------------------------- | --------------------- | ------------------ | --------------------------------- | ---------------------------------------------- |
| Комуністична партія України |                                  |                       |                    |                                   |                                                |
| 10                          | Петрова Валентина Яківна         | 04.11.2010            | середня            | член Комуністичної партії України | Куйбишевська дільнична лікарня, бібліотекар    |
| 12                          | Черкашин Олександр Терентійович  | 04.11.2010            | середня            | член Комуністичної партії України | ВОХР, стрілець                                 |
| 18                          | Забалуєва Світлана Михайлівна    | 04.11.2010            | середня спеціальна | член Комуністичної партії України | соц. працівник                                 |
| 27                          | Лошманова Валентина Георгіївна   | 04.11.2010            | середня спеціальна | член Комуністичної партії України | БК, техробітник                                |
| Партія регіонів             |                                  |                       |                    |                                   |                                                |
| 6                           | Ярошевич Тетяна Миколаївна       | 04.11.2010            | середня спеціальна | член Партії регіонів              | Куйбишевська селищна рада, секретар            |
| 14                          | Харченко Людмила Іванівна        | 04.11.2010            | середня спеціальна | член Партії регіонів              | Куйбишевська дільнична лікарня, медсестра      |
| 15                          | Поліщук Катерина Павлівна        | 04.11.2010            | вища               | член Партії регіонів              | Голубинська загальноосвітня школа, вчитель     |
| 26                          | Домашов Сергій Олександрович     | 04.11.2010            | середня            | член Партії регіонів              | ВОХР, стрілець                                 |
| 30                          | Лойченко Юлія Вікторівна         | 04.11.2010            | незакінчена вища   | член Партії регіонів              | приватний підприємець                          |
| Самовисування               |                                  |                       |                    |                                   |                                                |
| 1                           | Мамутов Талят Якубович           | 04.11.2010            | вища               | позапартійний                     | Куйбишевська дільнична лікарня, головний лікар |
| 2                           | Берестовська Галина Василівна    | 04.11.2010            | середня спеціальна | член Партії регіонів              | ВОХР, стрілець                                 |
| 3                           | Кудрявцев Микола Олексійович     | 04.11.2010            | середня спеціальна | позапартійний                     | тимчасово не працює                            |
| 4                           | Тихонова Ірина Вяеславовна       | 04.11.2010            | середня            | член Партії регіонів              | ВОХР, стрілець                                 |
| 5                           | Супрун Ганна Миколаївна          | 04.11.2010            | середня спеціальна | член Партії регіонів              | ВОХР, стрілець                                 |
| 7                           | Махнова Ніна Домініківна         | 04.11.2010            | середня спеціальна | позапартійна                      | Куйбишевська селищна рада, інспектор ВОС       |
| 8                           | Меметов Наріман                  | 04.11.2010            | вища               | позапартійний                     | пенсіонер                                      |
| 9                           | Лошманова Оксана Миколаївна      | 04.11.2010            | середня            | позапартійна                      | тимчасово не працює                            |
| 11                          | Повещенко Ігор Олегович          | 04.11.2010            | середня спеціальна | член Партії «Союз»                | тимчасово не працює                            |
| 13                          | Трещула Ганна Вікторівна         | 04.11.2010            | середня спеціальна | позапартійна                      | тимчасово не працює                            |
| 16                          | Трясоруков Володимир Олексійович | 04.11.2010            | середня спеціальна | позапартійний                     | БК, сторож                                     |
| 17                          | Попова Галина Євгенівна          | 04.11.2010            | середня спеціальна | позапартійна                      | приватний підприємець                          |
| 19                          | Вивдюк Роман Володимирович       | 04.11.2010            | вища               | позапартійний                     | приватний підприємець                          |
| 20                          | Мамєдов Лєнур Кешвєтінович       | 04.11.2010            | вища               | позапартійний                     | Танківська загальноосвітня школа, вчитель      |
| 21                          | Люманов Шевкет Джамільович       | 04.11.2010            | середня            | позапартійний                     | тимчасово не працює                            |
| 22                          | Бєлоусов Анатолій Іванович       | 04.11.2010            | середня            | позапартійний                     | тимчасово не працює                            |
| 23                          | Уштан Петро Іванович             | 04.11.2010            | вища               | позапартійний                     | ВАТ "ПМТЗ «Райагроснаб», директор              |
| 24                          | Денісюк Віктор Степанович        | 04.11.2010            | середня спеціальна | позапартійний                     | Куйбишевський ЛХЗ, помічник лісничого          |
| 25                          | Вивдюк Сергій Володимирович      | 04.11.2010            | вища               | позапартійний                     | приватний підприємець                          |
| 28                          | Брякіна Оксана Миколаївна        | 04.11.2010            | вища               | позапартійна                      | тимчасово не працює                            |
| 29                          | Арістакесян Арутюн Ашотович      | 04.11.2010            | вища               | позапартійний                     | тимчасово не працює                            |